# Shot in the Dark (groupe)
Pour les articles homonymes, voir Shot in the Dark.
Shot in the Dark est un groupe britannique de musique des années 1980, qui officia comme backing band pour Al Stewart. Le groupe participa à deux albums avec le chanteur, l'accompagnait sur scène lors de ses concerts et sortit un album en 1981, qui ne rencontra que peu de succès.

## Membres du groupe
- Peter White : claviers, guitare
- Adam Yurman : guitare électrique, chœurs
- Robin Lamble : basse, guitare acoustique, percussions
- Krysia Kristianne : chœurs
- Bryan Savage : saxophone alto, flute

## Discographie
- Shot in the Dark (1981)

Avec Al Stewart :
- 24 Carrots (1980)
- Live/Indian Summer (1981)